# Mimegralla gibbifera
Mimegralla gibbifera är en tvåvingeart som först beskrevs av Günther Enderlein 1922.  Mimegralla gibbifera ingår i släktet Mimegralla och familjen skridflugor.
Artens utbredningsområde är Ekvatorialguinea. Inga underarter finns listade i Catalogue of Life.